# 丹尼餐厅
丹尼餐厅（英語：Denny's）是美国一家连锁餐厅，其店鋪全年無休營業，提供各類餐飲服務。其店鋪大多位於高速公路閘道口及郊區，但在紐約曼哈頓亦有分店。丹尼斯于1953年開業，1959年時店鋪增加到20家，1981年時增加到1,000家，現時在美國共有1,600家以上餐廳。

## 營運地區
餐廳營運地區美國含（關島及波多黎各）、英國、加拿大、日本、墨西哥、多明尼加、薩爾瓦多、庫拉索（荷兰王国）、哥斯大黎加、瓜地馬拉、委內瑞拉、宏都拉斯、紐西蘭、卡達、菲律賓及阿拉伯聯合大公國等。

## 外部連結
- 官方网站